# 今井功 (地質学者)
今井 功（いまい いさお、1925年10月20日 - 2006年3月25日）は、日本の地質学者である。

## 人物
地質調査所において、日本各地の地質調査を行い、地質図幅の作成、編集を行った。また、日本の地質学史についての調査・研究を進める。その成果は、『黎明期の日本の地質学』や『地質調査所百年史』などにまとめられている。東京地学協会の日本地学史編纂委員会委員もつとめ、日本の地学史研究に多大な貢献をした。父は地質学者の今井半次郎。

## 略歴
- 1925年　誕生。
- 1947年　早稲田大学専門部鉱山地質科卒、地質調査所入所。
- 1962年　北海道大学から理学博士の学位を受ける。学位論文の題目は『北海道日高沿岸地域の第三系構造発達史』。
- 1982年　岩手大学教育学部教授。
- 1991年　岩手大学退官。
- 2001年　日本地質学会名誉会員。
- 2006年　逝去。

## 主な著作
- 今井功　『黎明期の日本地質学―先駆者の生涯と業績』　ラティス、1966年
- 今井功、片田正人　『地球科学の歩み』　共立出版、1978年